# Acanthocera bicincta
Acanthocera bicincta är en tvåvingeart som beskrevs av Julio Augusto Henriques och José Albertino Rafael 1992. Acanthocera bicincta ingår i släktet Acanthocera och familjen bromsar.
Artens utbredningsområde är Paraguay. Inga underarter finns listade i Catalogue of Life.